# The Quality Group
The Quality Group GmbH ist ein deutsches Unternehmen, das Nahrungsergänzungsmittel und Lebensmittel herstellt und vertreibt. Das Unternehmen ist bekannt für seine Marken wie More Nutrition, ESN und Foodist und fungiert als Holding-Gesellschaft.

## Geschichte
Das Unternehmen entstand Ende 2020 durch den Zusammenschluss verschiedener Gesellschaften, darunter die ehemaligen Konkurrenten Fitmart (ESN) und More Nutrition.
Im Mai 2022 wurde bekannt, dass das Private-Equity-Unternehmen CVC Capital Partners nach eigenen Angaben 81 % der Anteile an The Quality Group erworben hat.
Im März 2023 wurde das Unternehmen Foodist, welches sich auf vegane Ernährung spezialisiert hat, durch The Quality Group gekauft und als Marke integriert.

## Marken
The Quality Group hat seit ihrer Gründung ihr Markenportfolio stark reduziert. Von den ursprünglich sieben Marken existierten Anfang 2024 nur noch drei aktive Marken. So wurde die Marke GOT7 Nutrition (Snacks) in More Nutrition integriert, die Marke VAYU (Nahrungsergänzungsmittel mit Fokus auf Wettkampf-Bodybuilder) aufgelöst, Fitmart (Nahrungsergänzungsmittel) in ESN integriert und die Marke Synergy (Energydrink) unter More Nutrition neu gegründet.

### ESN
ESN ist ein Anbieter, der sich hauptsächlich an Kraftsportler und Bodybuilder richtet. Die Marke vertreibt Produkte wie Eiweißpulver, Proteinriegel und Nahrungsergänzungsmittel wie Kreatin oder Omega-3-Fettsäuren. Die Marke ist in Deutschland und der Schweiz präsent.

### More Nutrition
Die Marke More Nutrition bietet Produkte zur Gewichtsabnahme und Ernährung an.

### Foodist
Das im März 2023 gekaufte Unternehmen Foodist fokussiert sich auf vegane Ernährung.

## Kritik
Die Verbraucherzentrale ging Anfang 2022 aufgrund einer Werbung der Marke More Nutrition gerichtlich gegen das Unternehmen vor. Die Werbung habe wissenschaftlich unbelegte Aussagen zu Nahrungsergänzungsmitteln beinhaltet und sei krankheitsbezogen gewesen, was grundsätzlich verboten ist, so die Verbraucherzentrale. The Quality Group lenkte schließlich ein.
Im November 2023 berichtete das ZDF Magazin Royale über die Marke More Nutrition. In dem Beitrag wurden dem Unternehmen falsche Werbeversprechen und fragwürdige Werbemaßnahmen mit Influencern vorgeworfen; außerdem werden Magen-Darm-Beschwerden wie Durchfall in Verbindung mit Produkten des Unternehmens gebracht. Zudem wird behauptet, das Unternehmen wechsle ständig seinen Produktionsstandort, um den Kontrollen der Lebensmittelüberwachungs-Behörden zu entgehen.
Anfang 2024 verklagte die Verbraucherzentrale Nordrhein-Westfalen das Unternehmen, da bei einer Werbung der Marke More Nutrition nach Meinung der Verbraucherzentrale irreführende Gesundheitsversprechen gemacht wurden. Das Landgericht Hamburg gab der Verbraucherzentrale Recht und verurteilte das Unternehmen.
The Quality Group setzt für die Bewerbung ihrer Produkte und Marken stark auf Influencer-Marketing; dem Unternehmen wurde wiederholt vorgeworfen, dass die beauftragten Influencer bewusst falsche Werbeaussagen tätigen würden. Nach Recherchen des ZDF Magazin Royale soll es sogar vordefinierte Sätze geben, die von den Influencern nicht genannt werden dürfen, um bewusst als illegal eingestufte Werbung zu umgehen.
Das Online-Magazin MedWatch, welches sich kritisch mit Werbung zu medizinischen Themen auseinandersetzt, erklärte, dass das vom Unternehmen verfolgte Influencer-Programm möglicherweise süchtig und abhängig machen könne.
Laut MedWatch sollen außerdem mindestens zwei Influencer, die sich kritisch zu The Quality Group geäußert haben, einschüchternde Anrufe und Drohnachrichten erhalten haben. Die Drohungen sollen von Personen gekommen sein, die dem Unternehmen nahestehen. Das Unternehmen zeigte sich schockiert und distanzierte sich von den Drohungen; laut eigenen Aussagen sei zudem eine Untersuchung durch eine externe Anwaltskanzlei initiiert worden.